# Aviației
Aviației è un piccolo quartiere situato a nord-est del Settore 1 di Bucarest, costruito dopo il 1980, è composto da blocchi di palazzi di 3 e 4 piani. Prima del 1980 c'erano solo case nella zona che sono state demolite per far posto a questi blocchi. Nicolae Ceaușescu voleva che vivesse in questo quartiere il personale dell'esercito, della polizia e dell'aviazione.

## Istituti di interesse pubblico, uffici e attrative
- Școala Generală Nr. 12 - Strada Borșa
- Piața Aurel Vlaicu - situata in vicinanza școlii. Questa piazza è stata inaugurata il 9 aprile 2004, dal sindaco Vasile Gherasim. Ha una superficie totale di 320 m². L'investimento complessivo ammonta a oltre 4 miliardi di ROL. La piazza dispone di parcheggio e un parco giochi per i bambini. All'interno di questa piazza c'è anche una Direcției de Impozite și Taxe Locale nel settore 1, dove gli abitanti di questo quartiere possono pagare le tasse.
- Oficiul Poștal Nr. 52
- Oracle Tower - (ex Floreasca Tower) è un edificio per uffici (Classe A) con una torre di 13 piani per una superficie totale di 7.600 m², inaugurata nel dicembre 2005. È il quartier generale di Oracle, uno dei principali fornitori di software nel mondo. La società ha in leasing 7.000 metri quadri (piano 2-13)
- AVAS (Autorità per la Validificazione delle Attività Statali)
- Muzeul Aviației
- Ambasciata della Repubblica Popolare Cinese

## Sviluppo del quartiere
Negli ultimi anni, in questa zona della città, sono stati costruiti numerosi edifici di uffici e banche. Nel 2008 iniziò la costruzione della Floreasca City Center, che sarà parte di un edificio per uffici di 37 piani. Questo sviluppo ha portato ad ostacolare il traffico e ha costretto le autorità a introdurre un sistema di circolazione più fluido. Così molte strade sono diventate a senso unico.

## Trasporti
- Linee STB:
  - Tram: Linea 5
  - Autobus: Linea 135, 112, 301
- Metropolitana: Linea M2 (stazione Aurel Vlaicu)

## Limitazione
- Nord - Quartiere Băneasa
- Est - Quartiere/Platforma Pipera
- Sud - Quartiere Floreasca, Parco Bordei
- Ovest - Parco Herăstrău

## Descrizione
I palazzi sono di piccole dimensioni, con 3 o 4 piani su aree relativamente ridotte. A nord si trova il quartiere Băneasa. Le vie principali di questo quartiere sono: Barbu Văcărescu, Nicolae Caranfil, Șoseaua Pipera e la strada Cpt. Av. Alexandru Șerbănescu.